# Theodor Kittelsen

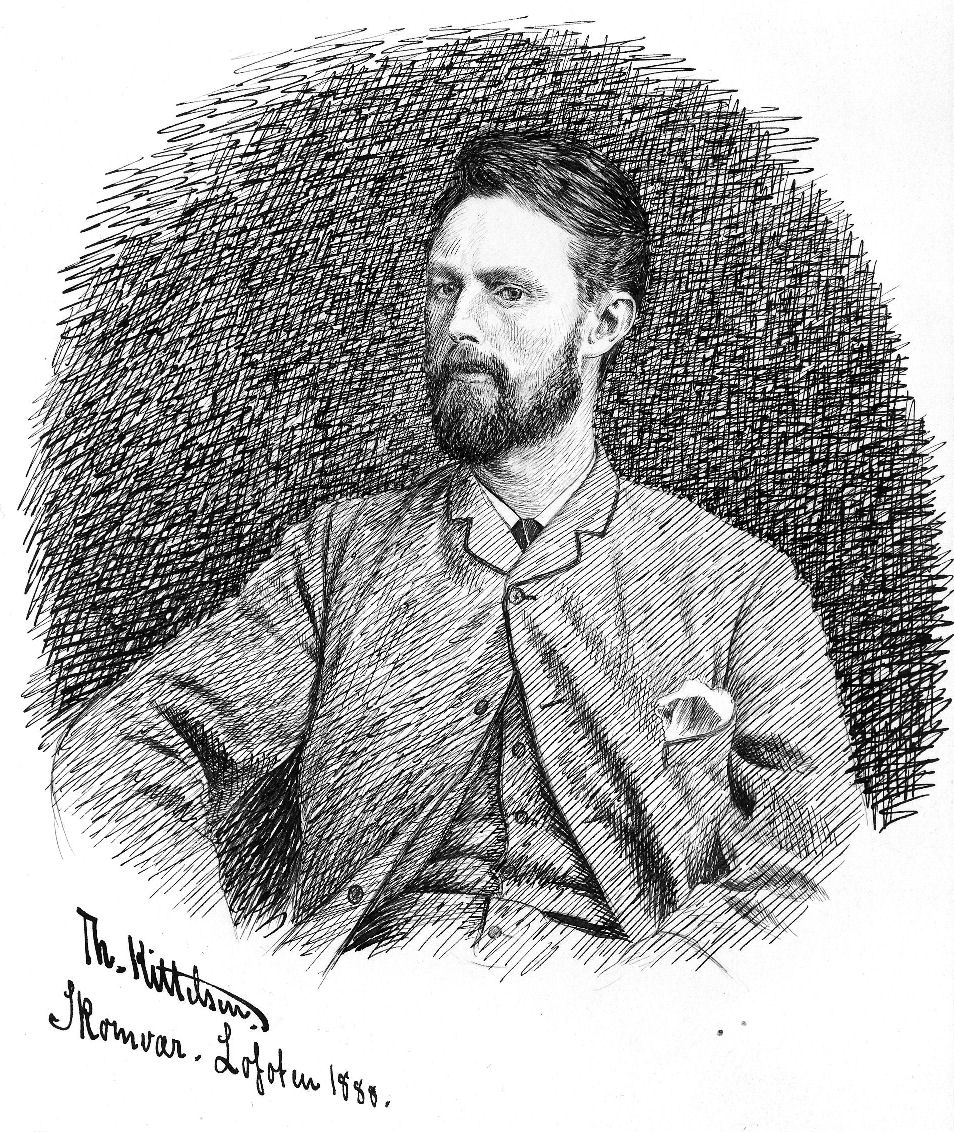
Theodor Kittelsen, Selbstporträt von 1888

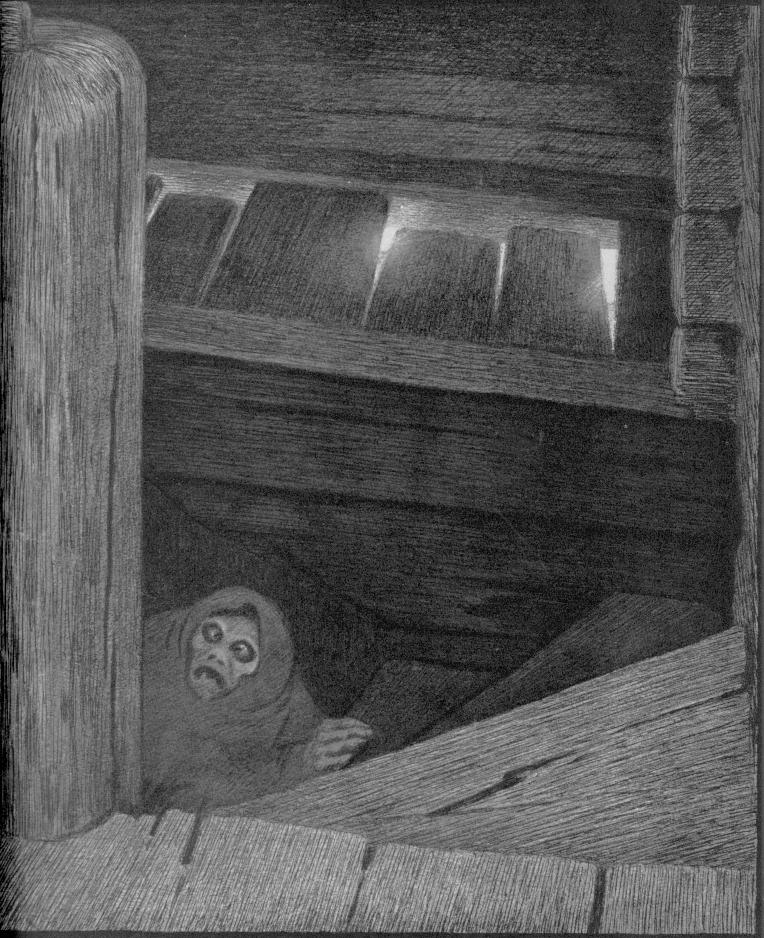
Pesta i trappen („Die Pest auf der Treppe“)

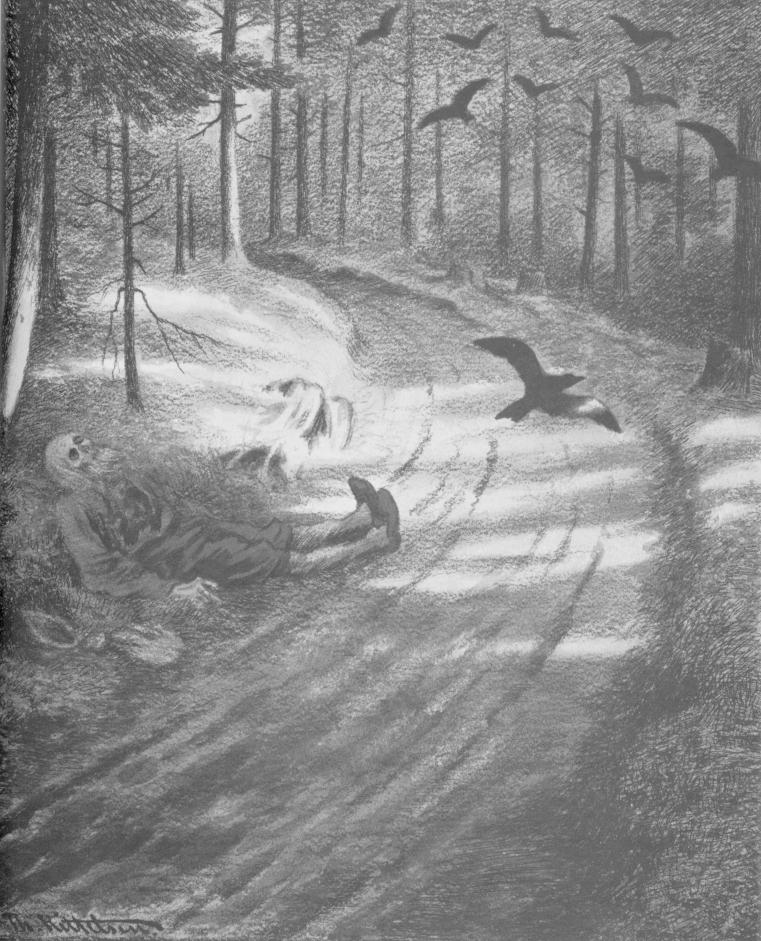
Fattigmannen („Der arme Mann“)

Theodor Severin Kittelsen (* 27. April 1857 in Kragerø; † 21. Januar 1914 in Jeløya) war ein norwegischer Künstler.
Er wurde zum einen durch seine Naturdarstellungen und zum anderen durch seine Illustrationen von Märchen und Sagen, besonders von Trollen, bekannt.
Kittelsen lernte zunächst Maler und Uhrmacher. Später wurde sein Talent entdeckt und er nahm Unterricht an der Kunstschule in Christiania, dem heutigen Oslo. Durch großzügige finanzielle Unterstützung konnte er sein Studium in München fortsetzen. Ab 1879 musste er sich sein Geld als Zeichner für deutsche Zeitungen und Zeitschriften selbst verdienen. Zurück in Norwegen entdeckte er später die Natur als große Inspiration. Kittelsen begann hier Texte zu seinen Zeichnungen selbst zu verfassen.
Kittelsens Stil ist irgendwo zwischen (Neo-)Romantik und naiver Malerei einzuordnen. Als nationaler Künstler wird er zwar in Norwegen geschätzt, hat jedoch international wenig Beachtung gefunden. So ist sein Name in kaum einem Malereilexikon verzeichnet. 1955 wurde die Kittelsengasse in Wien-Favoriten nach ihm benannt.

## Kultureller Einfluss
Kittelsens Werke wurden von Metal-Bands wie Burzum, Empyrium, Otyg und Satyricon als Gestaltungsmittel für Alben-Cover verwendet.